# Juan Carlos Mandiá
Juan Carlos Mandiá Lorenzo, né le 17 janvier 1967 à Alfoz, est un footballeur espagnol reconverti en entraîneur.

## Carrière

### Carrière de joueur
Formé au Real Madrid, le défenseur joue de 1984 à 1988 pour l'équipe réserve de la Castilla CF et ne joue que 2 matchs avec l'équipe première. 
Il joue ensuite une saison à l'Espanyol Barcelone, quatre saisons avec le Celta Vigo (avec lequel il est champion de deuxième division en 1992), deux saisons au CD Logroñés de 1993 à 1995, deux saisons au CD Toledo puis trois saisons au Córdoba CF de 1997 à 2000.
Il dispute un total de 89 matchs en première division espagnole.

### Carrière d'entraîneur
Il fait ses premiers pas d'entraîneur au centre de formation du Real Madrid, puis devient entraîneur de l'équipe première du CD Logroñés en novembre 2002 où il reste une saison. 
Après quelques mois en tant qu'adjoint au Rayo Vallecano, il prend les rênes du club de Segunda B du Hércules CF en décembre 2004, et est promu en deuxième division en 2005. 
Adjoint de Míchel au Real Madrid B en 2006-2007, il devient l'entraîneur principal en 2006 après une relégation en troisième division. Il retourne ensuite à Hércules en 2008, puis rejoint le Racing de Santander en juin 2009 ; il est démis de ses fonctions dès le mois de novembre, le club ayant connu le pire début de saison de son histoire.
Il devient en septembre 2010 entraîneur du CD Tenerife, et sera démis de ses fonctions en janvier 2011.
Herculés l'engage une nouvelle fois pour la saison 2011-2012. En décembre 2013, il entraîne  le Deportivo Alavés ; il n'y restera que trois mois.
Il prend en main l'équipe de deuxième division du CE Sabadell en février 2015 ; le club n'évitera pas la relégation en Segunda B.
Il redevient l'adjoint de Míchel à l'Olympique de Marseille en août 2015.

## Palmarès
- Champion d'Espagne en 1988 avec le Real Madrid
- Champion d'Espagne D2 en 1992 avec le Celta Vigo